# 조지 월리스
조지 콜리 월리스 주니어(George Corley Wallace, Jr., 1919년 8월 25일 ~ 1998년 9월 13일)는 미국의 정치인으로 앨라배마주지사를 4번이나 지냈다.  민주당 소속의 월리스는 인종적 분리로 불린 다른 인종의 사람들을 분리하는 것에 관하여 자신의 강력한 견해로 알려졌다.  그는 또한 정규적 사람들에게 호소하는 노력을 의미한 "대중주의" 아이디어들을 지지하였다.
주지사로서 자신의 세월 동안 그는 기업 성장에 도움을 주고, 세금들을 낮게 지키고 기술 학교들을 창조하는 것에 전념하였다.  월리스는 4번이나 미국의 대통령이 되는 데 시도했으나 전혀 성공적이지 못했다.  그는 흑인 민권 운동이 일어난 동안 주요 인물이었다.  그는 유명하게 인종적 분리를 끝내는 노력이었던 인종 차별 대우 폐지를 반대하였다.  자신이 주지사가 되었을 때 1963년 연설에서 그는 심지어 "지금 분리, 내일 분리, 영원히 분리"를 지지했다고도 말했다.  이후의 일생에 인종에 그의 견해들이 바뀌었고 자신의 과거 행동들에 대해 사과하였다.

## 초기 생애와 교육
조지 콜리 월리스 주니어는 앨라배마주 실로에서 조지 콜리 월리시 시니어와 모젤 스미스에게 태어났다.  사람들은 그의 부친과 조부로부터 그를 구별하는 데 그에게 "조지 C."라고 불렀다.  그는 2명의 남동생과 1명의 여동생이 있었다.
어린 나이부터 조지는 정치에 매우 관심이 있었다.  15세의 나이에 그는 앨라배마주 상원에서 한 부분으로서 일하기 위한 대회에서 우승하였다.  그는 자신이 언젠가 주지사가 되는 것을 예상마저 했다.  고등학교에서 그는 성공적인 권투 선수였다.  고등학교 시절 후에 그는 1937년 앨라배마 대학교에서 바로 법학 대학원으로가 1942년 법학학사를 취득하였다.
1943년 그는 미국 육군 항공대에 입대하였다.  그는 B-29 전투기에 엔지니어가 되었다.  제2차 세계 대전이 일어난 동안 그는 일본 위로 임무를 수행하였다.  그는 하사 계급에 도달하였고 1945년 건강 문제 이유로 일찍이 군사를 떠났다.

## 초기 정치 경력
1945년 월리스는 앨라배마주에서 보조 지방 검사가 되었다. 1946년 그는 앨라배마주 연방하원으로 자신의 첫 선거를 이겼다.  이때 그는 인종 문제들에 공평하게 보였다.  예를 들어 그는 남부의 정치인들이 새로운 민권 아이디어들과 동의하지 않았기 때문에 1946년 회의에 걸어 나가버린 그들의 단체에 가입하지 않았다.
1952년 그는 앨라배마주에서 판사가 되었다.  그는 자신의 권투 과거 때문에 "싸우는 작은 판사"로 알려졌다.  그는 어떤 인종이든 간에 모두에게 공평했던 것으로 평판을 가졌다.  J. L. 체스트넛 주니어로 불린 흑인 변호사는 이후에 법원에서 월리스가 앨라배마주에서 그에게 "미스터"로 부르는 데 첫 판사였다는 것을 말했다.  하지만 월리스는 또한 열차 상황에서 인종에 의하여 사람들을 분리한 표지판들의 제거를 멈추려고 했다.

## 주지사를 위한 첫 출마
1958년 월리스는 처음으로 앨라배마주사를 위하여 출마하였다.  당시 앨라배마주에서 민주당은 매우 강했다.  그래서 민주당 예비 선거를 이기는 것은 거의 선거 자신을 기기는 것 같았다.  월리스의 주요 상대는 존 맬컴 패터슨이었다.  패터스는 월리스가 반대했던 집단 쿠 클럭스 클랜의 지지를 가졌다.  월리스는 민권 조직 전미 유색인 지위 향상 협회 (NAACP)에 의하여 지지되었다.
패한 후, 월리스는 되풀이적으로 자신이 "다시는 더 이상 이기적이지 않을 것"리고 말했다.  이것은 자신이 백인 투표인들에 이기는 데 인종적 분리에 훨씬 더 강연한 입장을 취할 것을 의미하였다.  그러고나서 그는 분리의 강한 지지자가 되었다.

## 앨라배마주지사로서 첫 기간
1962년 월리스는 다시 앨라배마주지사를 위하여 출마하여 쉽게 이겼다.  1963년 1월 14일 주지사가 된 그는 자신의 연설에서 앨라배마주에서 인종적 분리를 지키는 약속을 했다.

### 인종차별 철폐에 반대

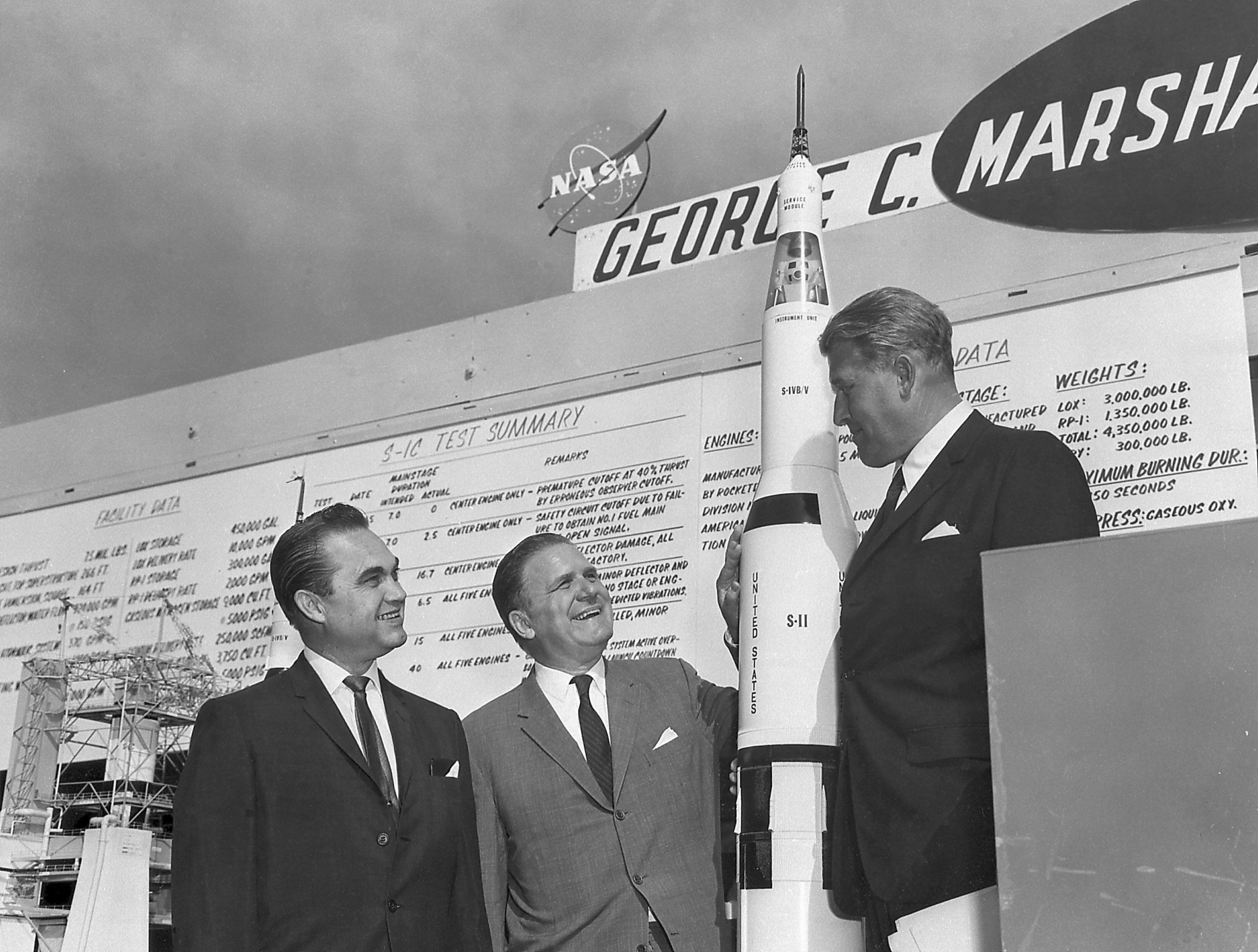
1965년 마셜 우주비행센터에서. 좌로부터 월리스 주지사, NASA 행정관 제임스 E. 웹과 과학자 베르너 폰 브라운

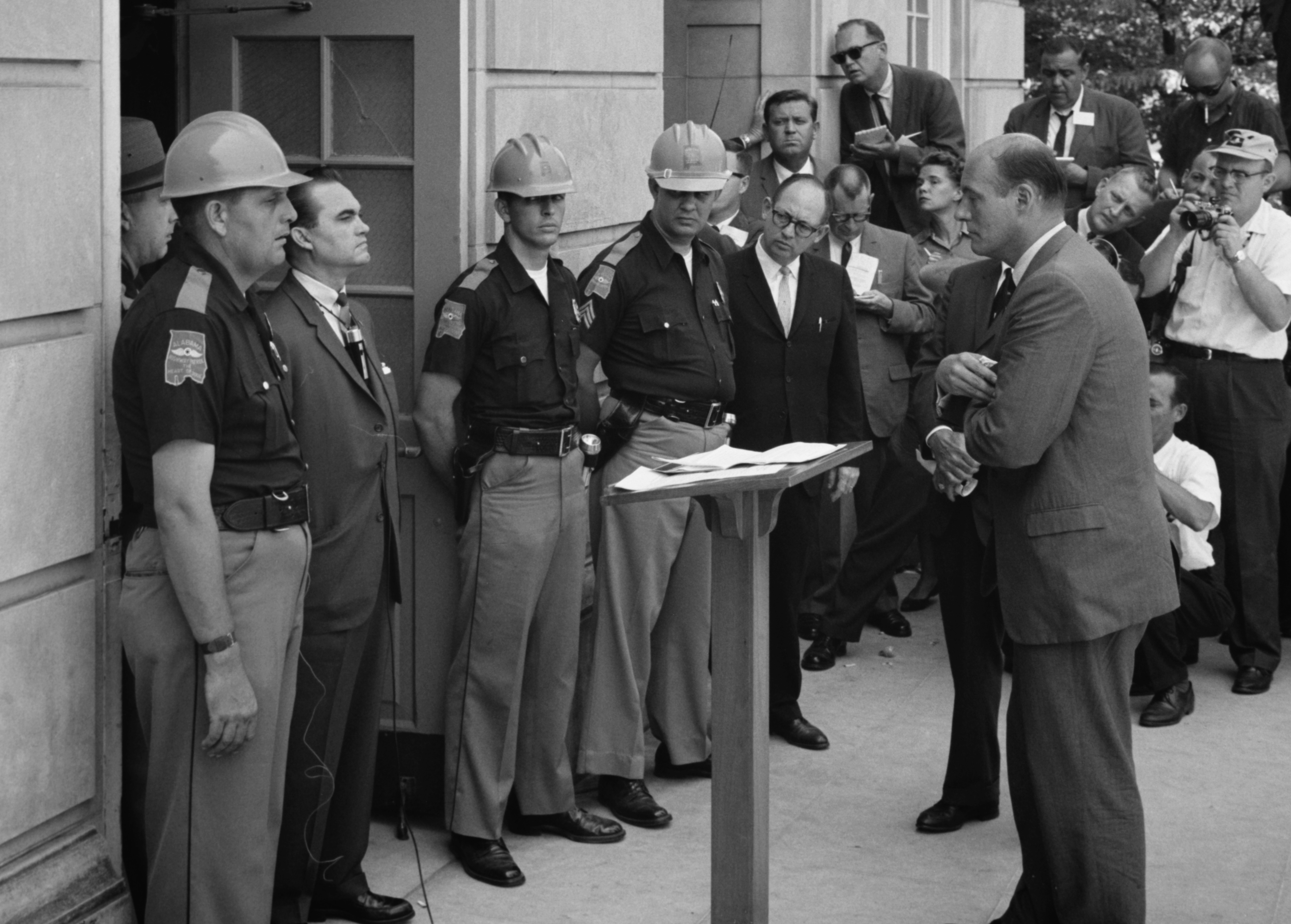
1963년 앨라배마 대학교에서 법무부 차관 니컬러스 캐천바크에 의하여 직면된 동안 인종차별 철폐에 반대하는 월리스

1963년 존 F. 케네디 대통령 정부는 앨라배마 대학교에서 흑인 학생들이 입학하는 명령을 내렸다.  6월 11일 월리스 주지사는 유명하게 대학으로 입구 앞에서 서있었다.  그는 흑인 학생들 비비언 멀론과 제임스 후드가 들어오는 것으로부터 막으려고 했다.  이 사건은 "학교 문을 막아서다"로 알려졌다.  연방 정부 관리들은 결국적으로 그를 물러나게 하고 학생들은 입학할 수 있었다.
그해 후순에 월리스는 또한 헌츠빌에 있는 초등학교들에 입학하는 것으로부터 4명의 흑인 학생들을 멈추려고 했다.  연방 법원이 들어서고 어린이들은 학교에 다닐 수 있었다.  이것들은 앨라배마주에서 흑인 학생들이 학교들로 통합하는 데 처음이었다.
월리스는 연방 정부가 앨라배마주의 법률과 함께 방해하지 말아야 했다는 것을 믿었다.  그는 또한 인종차별 철폐가 문제들로 이끌 것이라고 생각했다.

### 경제와 교육에 전념
자신의 논쟁적인 인종에 입장과 마저 월리스는 또한 앨라배마주의 경제를 향상시키는 것에 전념하기도 했다.  그는 다른 주들에 있는 회사들을 방문하는 데 첫 남부 주지사였다.  그는 만약 그들이 앨라배마주에서 공장들을 지었다면 그들에게 세금 감면과 기타 혜택들을 제공하였다.  이것은 주로 새로운 직업들과 산업들을 가져오는 도움을 주었다.
그는 또한 앨라배마주를 가로질러 커뮤니티 칼리지들의 제도를 시작하였다.  이 칼리지들은 많은 학생들이 4년제 학위를 위하여 준비하는 도움을 주었다.  몇몇의 대학들은 월리스 커뮤니티 칼리지와 럴린 B. 월리스 커뮤니티 칼리지를 포함한 그와 그의 가족의 이름을 땄다.  사우스 앨라배마 대학교도 또한 주지사로서 그의 첫해 동안 시작되었다.

## 대통령 선거 운동

### 1964년 민주당 예비 선거
국가적 주의를 얻은 후, 월리스는 1964년 대통령을 위하여 출마하기로 결정하였다.  그는 민주당 후보 지명을 위하여 현직 대통령 린든 B. 존슨을 도전하였다.  월리스는 강하게 인종적 융합에 반대하는 캠페인을 벌이고 강력 범죄 대책을 약속하였다.  그는 어떤 주들에서 놀랍게도 잘 하여 위스콘신주, 인디애나주와 메릴랜드주에서 투표들의 대략 3분의 1을 얻었다.
월리스는 자신의 강력한 연설들로 알려져 정말 군중을 들뜨게 만들 수 있었다.

### 1968년 제3당 출마

1968년 미국 대통령 선거의 결과에서 주황색이 월리스에게 간 주들을 보여준다.

기간 제한들 때문에 1966년 월리스는 주지사를 위하여 다시 출마할 수 없었다.  그래서 그의 부인 럴린 월리스 여사가 대신 출마하여 이겼다.  그녀는 앨라배마주의 첫 여성 주지사가 되었다.  조지 월리스는 "퍼스트 젠틀먼"으로 알려져 아직도 많은 영향력을 가졌다.  슬프게도 1968년 럴린 여사가 암으로 사망하였다.
1968년 조지 월리스는 다시 대통령을 위하여 출마했으나 이번에는 미국 독립당의 후보로서 나갔다.  그는 자신의 러닝메이트로서 전 공군의 장군 커티스 르메이를 선택하였다.  월리스는 대놓고 승리해서 주요 정당 후보 중 어느쪽도 막는 데 충분한 선거인단을 이기는 데 희망하였다.  이것은 하원이 대통령을 선택하도록 강요하려고 했다.  그는 인종차별 철폐 노력들을 막는 데 남부의 주들에게 더욱 권력을 줄 것을 희망하였다.
월리스의 캠페인은 "법과 명령"에 전념하였다.  그는 히피들과 "뾰족한 머리를 가진 지식인"들을 비판하였다.  그는 2개의 주요 정당 사이에 "한 푼도 차이가 없었다"고 말했다.  그는 5개의 남부의 주들과 천만 가까운 유권자 투표들을 이겼다.  하지만 리처드 닉슨이 선거를 이겼다.  월리스는 아무 주로부터 선거인단 투표를 이기는 데 제3당으로부터 마지막 후보였다.
이후의 공화당 지도자들을 포함한 많은이들은 월리스의 캠페인 스타일로부터 배웠다.  그는 연방 민권 법률과 행복하지 않았던 백인 투표인들에게 어떻게 호소하는 것을 보여주었다.

## 주지사로서 두번째 기간과 암살 시도
1970년 월리스는 앨라배마주지사를 위하여 다시 출마하여 이겼다.  그는 현직 주지사 앨버트 브루어를 꺾었다.  월리스의 캠페인은 인종에 관한 강한 말을 이용하였다.

### 1972년 민주당 예비 선거와 총격

1972년 대선 캠페인을 위한 월리스의 로고

녹색이 월리스에게 간 주들을 보여주는 1972년 민주당 예비 선거 결과

1972년 월리스는 다시 한번 민주당원으로서 대통령을 위하여 출마하였다.  그는 자신이 더 이상 인종적 분리를 지지하지 않으며 인종에 "온건적"이었다고 말했다.  그는 예비 선거들에서 매우 잘 하여 많은 주들을 이겼다.
하지만 5월 15일 메릴랜드주에서 선거 운동을 벌인 동안 그는 아서 브레머로 불린 남성에 의하여 총을 맞았다.  월리스는 심각한 부상을 입고 허리 아래 마비가 되었다.  그는 자신의 일생의 나머지를 위하여 휠체어를 이용하였다.  총격 사건은 효과적으로 그의 대통령 선거 운동을 끝냈다.
자신의 부상에 불구하고 월리스는 아직도 메릴랜드주와 미시간주에서 예비 선거들을 이겼다.  그는 자신의 휠체어에서 민주당 전당 대회에서 연설 마저 했다.  그가 회복하고 있었던 동안 부지사 지어 비즐리가 주지사 대행을 역임하였다.

## 이후의 일생과 최종 기간

### 인종에 견해들의 변화
1970년대 후순에 월리스는 거듭난 기독교인이 되었다.  그는 인종에 자신의 견해들을 바꾸기 시작하였다.  그는 흑인 민권 운동가들에게 자신의 과거 행동들에 사과하였다.  1979년 그는 학교 정문에서 자신이 서 있던 것이 "잘못되었"으며 "그런 세월은 끝났다"고 언급하였다.  그는 대중적으로 아프리카계 미국인들로부터 용서를 구하였다.

### 주지사로서 최종 기간
1982년 월리스는 4번째와 최종 기간을 위하여 주지사를 위하여 출마하였다.  그는 그해 공화당이 이길 것이라고 많은이들이 생각 마저 했어도 선거를 이겼다.
자신의 마지막 기간 (1983년-1987년) 동안 월리스는 주의 직위들로 많은 아프리카계 미국인들을 임명하였다.  처음으로 동시에 2명의 흑인들이 그의 내각에서 지냈다.  1986년 4월 2일 월리스는 다시는 주지사를 위하여 출마하지 않을 것을 공고하였다.  1987년 1월 그는 공적 생활로부터 퇴직을 했다.  그는 주지사로서 총 16년을 지내 자신을 미국 역사상 장기적으로 지낸 주지사들 중의 하나로 만들었다.

## 가족 생활
1943년 월리스는 럴린 번스에게 결혼하였으며 부부는 4명의 자녀 - 보비 조, 페기 수, 조지 3세와 재니 리를 두었다.  럴린은 앨라배마주지사로 선출되는 데 첫 여성이 되었다.  그녀는 기간 제한들로 인하여 남편이 출마할 수 없었기 때문에 자신이 출마하였다.  1968년 그녀는 암으로 사망하였다.
그들의 아들 조지 월리스 3세도 또한 앨라배마주 정치에 연루되었다.  그는 주의 재무관과 공공 서비스 위원회에 지냈다.
1971년 월리스는 코넬리아 엘리스 스니벌리에게 결혼하였다.  그녀는 전 앨라배마주지사의 조카딸이었다.  그들은 1978년 이혼하였다.  월리스는 컨트리 음악 가수 리사 테일러에게 결혼하다가 1987년 이혼하였다.
그의 딸 페기는 그의 자식으로서 자라면서 힘들었다고 말했다.  그녀의 부친의 인종적 분리에 견해들 때문에 사람들은 어쩌다 그녀를 나쁘게 대하였다.

## 최종의 세월과 사망
자신의 이후의 세월에 월리스는 청각 장애를 입고 파킨슨병에 시달렸다.  그는 자신의 총격 부상으로부터 가끔 고통을 겪었다.  그는 자신이 사망하기 몇주 전에 지속적으로 친구와 손님들을 만났다.
1998년 9월 13일 월리스는 몽고메리에서 79세의 나이로 사망하였다.  그는 감염으로 사망하고 자신의 호흡과 문제들을 가졌다.  그는 몽고메리에 있는 그린우드 묘지에 안장되었다.

## 유산과 영예들
월리스가 전혀 대통령이 되지 않았어도 그는 미국의 정치에 큰 영향을 미쳤다.  어떤 역사가들은 그를 20세기 미국 정치에서 "가장 영향력 있는 패자"로 불렀다.  그는 리처드 닉슨과 로널드 레이건 같은 이후의 정치인들에 어떻게 특정 문제들에 이야기하는 것에 영향을 주었다.
앨라배마주에서 주간고속도로 제10호선에 조지 월리스 터널은 그의 이름을 땄다.  게리 시니스 주연의 《조지 월리스》(1997년)와 팀 로스가 그의 역을 맡은 《셀마》(2014년)를 포함하여 그의 일생에 관하여 만들어진 도큐멘터리와 영화들이 있었다.
앨라배마주에서 3개의 커뮤니티 칼리지들이 월리스의 이름을 땄으며 월리스 커뮤니티 칼리지, 월리 커뮤니티 칼리지 셀마와 월리스 스테이트 커뮤니티 칼리지가 있다.  그의 부인 럴린 여사는 자신의 이름을 딴 칼리지가 있다.  최근의 세월에 어떤 대학들은 월리스의 이름을 딴 건물들을 다시 이름을 지으는 것에 논의하였다.

## 역대 선거 결과
| 선거명      | 직책명          | 대수 | 정당        | 득표율 | 득표수 (선거인단)  | 결과 | 당락                 |
| ----------- | --------------- | ---- | ----------- | ------ | ------------------ | ---- | -------------------- |
| 1962년 선거 | 앨라배마 주지사 | 45대 | 민주당      | 96.27% | 303,987표          | 1위  | 앨라배마 주지사 당선 |
| 1968년 선거 | 미국의 대통령   | 37대 | 미국 독립당 | 13.53% | 9,901,118표 (46명) | 3위  | 낙선                 |
| 1970년 선거 | 앨라배마 주지사 | 45대 | 민주당      | 74.51% | 637,046표          | 1위  | 앨라배마 주지사 당선 |
| 1974년 선거 | 앨라배마 주지사 | 45대 | 민주당      | 83.16% | 497,574표          | 1위  | 앨라배마 주지사 당선 |
| 1982년 선거 | 앨라배마 주지사 | 45대 | 민주당      | 57.64% | 650,538표          | 1위  | 앨라배마 주지사 당선 |